# Lenek stoziarn
Lenek stoziarn (Radiola linoides Roth) – gatunek roślin z rodziny lnowatych (Linaceae). Reprezentuje monotypowy rodzaj lenek (Radiola), ewentualnie bywa włączany do rodzaju len jako Linum radiola L. Występuje na rozległych obszarach Europy, na Bliskim Wschodzie i w górach afrykańskich (najdalej na południe sięgając Malawi). W Polsce występuje w rozproszeniu na terenie całego kraju.

## Morfologia

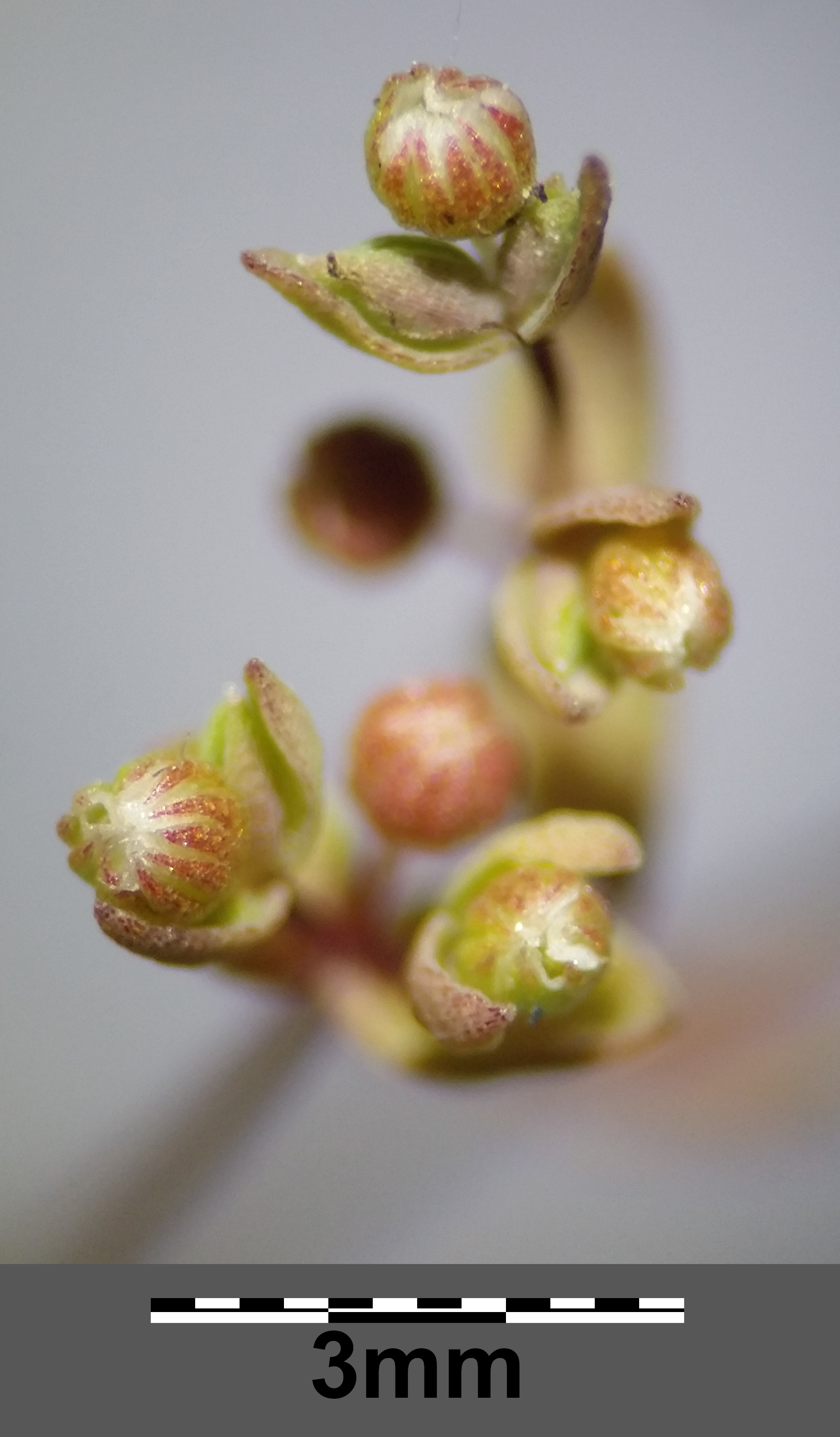
Kwiatostan

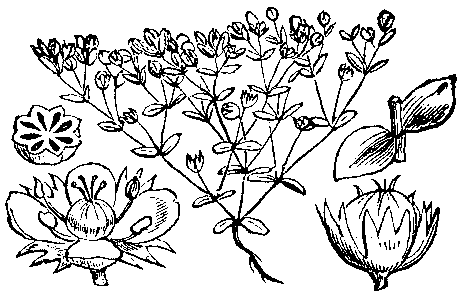
Morfologia

PokrójDrobne rośliny jednoroczne, do 6 cm wysokości, rozpościerające się, rozgałęziające się widlasto, nagie, często od dołu czerwono nabiegłe.
LiścieNaprzeciwległe, siedzące, jajowate, 1-nerwowe, do 2 mm długości.
KwiatyZebrane w szczytowych, regularnie widlasto rozgałęzionych kwiatostanach. Kwiaty drobne, czterokrotne, do 1,5 mm długości. Szypułki proste, cienkie. Płatki korony białe, nie dłuższe od trwałych działek kielicha. Pręcików 4, zrosłych z płatkami w krótką rurkę. Zalążnia 4-komorowa zwieńczona jest czterema wolnymi szyjkami słupka zwieńczonymi główkowatymi znamionami.
OwocCzterokomorowa torebka zawierająca w każdej komorze dwa nasiona, otwierająca się ośmioma łatkami.

## Systematyka
Synonimy taksonomiczne rodzaju Radiola
Linodes O. Kuntze, Millegrana Adanson
Pozycja systematyczna według APWeb (aktualizowany system APG IV z 2016)
Jeden z ośmiu rodzajów tradycyjnie wyróżnianych w obrębie podrodziny Linoideae w obrębie rodziny lnowate (Linaceae). Rodzaj należy do grupy wraz jeszcze z trzema innymi (Hesperolinon, Sclerolinon, Clioccoca), które zagnieżdżone są w jednym w dwóch kladów, na jakie dzieli się rodzaj len Linum, w jego tradycyjnym ujęciu. W tej sytuacji postulowane jest włączenie tego (i innych wymienionych) rodzaju do Linum. W bazie taksonomicznej Plants of the World Online rodzaj zachowuje wciąż jeszcze odrębność.

## Biologia i ekologia
Roślina jednoroczna. Rośnie w wilgotnych, piaszczystych miejscach. Kwitnie w lipcu i sierpniu. Gatunek charakterystyczny związku Radiolion linoidis.

## Zagrożenia i ochrona
Roślina umieszczona na Czerwonej liście roślin i grzybów Polski (2006, 2016) w grupie gatunków narażonych na wyginięcie (kategoria zagrożenia VU).